# Shonen Sunday
Weekly Shōnen Sunday (週刊少年サンデー Shūkan Shōnen Sandē) er et ugentligt shōnen mangablad udgivet af Shogakukan forlaget, som koster 240 Yen. En dansk oversættelse af bladets titel ville være den “Ugentlige Drengesøndag”. Nye kapitler af Shogakukans igangværende manga-serier, samt korthistorier til unge drenge mellem 10 til 14 år udgives i Shōnen Sunday. Blandt de internationalt berømte mangaka’er hvis historier er blevet trykt i Shōnen Sunday, kan man nævne Rumiko Takahashi, Gosho Aoyama, Mitsuru Adachi og Osamu Tezuka. Rumiko Takahashis tre berømteste manga’er, Urusei Yatsura, Ranma ½ og Inuyasha er alle blevet trykt i Shōnen Sunday. Nye kapitler af Mesterdetektiven Conan udgives også i Shōnen Sunday.
Bladet blev grundlagt den 15 marts 1959. I 2005 blev der ugentligt trykt et oplag på ca. 1.070.000 kopier af Shōnen Sunday. Lignende blade der henvender sig til samme målgruppe som Shōnen Magazine og Shōnen Jump havde et større oplag i samme periode.